# Frances Shelley Wees

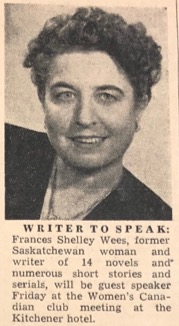
Frances Shelley Wees (1948)

Frances Shelley Wees geb. Johnson (* 29. April 1902 in Gresham, Oregon; † 27. November 1982 in Denman Island, British Columbia) war eine US-amerikanisch-kanadische Schriftstellerin, die zumeist Kriminalromane verfasste.

## Familie
Frances Shelley Johnson war eine Tochter von Ralph Eaton Johnson (* 1880 in Mount Pleasant, Michigan; † 1959 in Portland, Oregon) und dessen erster Ehefrau Roseanna Emily Shelly (* 1873 in Katrine, Ontario; † 1949 in Portland). Sie hatte zwei Brüder. Ihr Vater arbeitete für das Oregon Department of Agriculture, eine für die Landwirtschaft im US-Bundesstaat Oregon zuständige Behörde. Ihre Mutter stammte ursprünglich aus Kanada und war die Tochter eines Freibauern. Ihre Eltern heirateten 1901, trennten sich jedoch nach einigen Jahren wieder und ehelichten 1908 bzw. 1910 andere Partner.
Frances Shelley Johnson heiratete 1924 in Edmonton den Kanadier Wilfred („Wilf“) Rusk Wees (* 1899 in Bracebridge, Ontario; † 1981 auf Denman Island). Aus der Ehe gingen eine Tochter und ein Sohn hervor. Ihr Ehemann war geschäftsführender Vize-Präsident des Verlags W.J Gage & Company Publishing und schrieb Lehrbücher. Zudem unterrichtete er Psychologie an der Camrose Normal School und lehrte später am Ontario Institute for Studies in Education der University of Toronto.

## Leben
Nach der Scheidung ihrer Eltern, die neue Familien in Idaho bzw. Oregon gründeten, lebte Frances Shelley Johnson wohl (wie auch mindestens einer ihrer Brüder) nicht weiterhin bei ihnen. Als Jugendliche zog sie in die kanadische Stadt Saskatoon und trat mit 17 Jahren eine Stelle als Lehrerin an. Sie studierte an der University of Alberta und erlangte dort den Bachelor of Arts.
Während des Studiums schrieb Frances Shelley Wees ihren ersten Roman, der unveröffentlicht blieb. 1931 erschien ihr erstes Buch The Maestro Murders im New Yorker Verlag Mystery League. Es folgten über zwei Dutzend weitere Kriminal- und Liebesromane bei verschiedenen Verlagen wie Doubleday, Macrae-Smith und Abelard-Schuman. Deutsche Übersetzungen erschienen im Goldmann Verlag. Sie veröffentlichte auch Fortsetzungsromane und Kinderliteratur sowie Artikel und Gedichte in Zeitschriften.
Frances Shelley Wees engagierte sich in den 1920er Jahren als Chautauqua-Direktorin in der Erwachsenenbildung. In den 1930er und 1940ern war sie im Bereich Public Relations tätig. Während des Zweiten Weltkrieges leitete sie die nationale Kleidersammlung der Nothilfe- und Wiederaufbauverwaltung der Vereinten Nationen.
Frances Shelley Wees, die ihre US-amerikanische Staatsbürgerschaft nie aufgab, lebte über 30 Jahre lang in der Stadt Stouffville in Ontario. 1959 unternahm sie eine Chinareise. 1981 zog sie auf die Denman Island, wo ihr Mann noch im gleichen Jahr an einem Herzinfarkt starb. Sie selbst starb dort 1982 im Alter von 80 Jahren.

## Werke (Auswahl)
- Detectives Ltd. Eyre & Spottiswoode, London 1935 (Früherer Titel The maestro murder).
- Honeymoon Mountain. Macrae-Smith, Philadelphia 1934.
- The last concubine. Abelard-Schuman, London 1970.
- Lost house. Macrae-Smith, Philadelphia 1938.
- Mystery in Newfoundland. Abelard-Schuman, London 1966 (früherer Titel Mystery in of the secret tunnel).
- The mystery of the creeping man. Macrae-Smith, Philadelphia 1931.
- The open door. Nelson Publ., Toronto 1940.
- Someone called Maggie Lane. Bantam Books, New York 1948.
- A star for Susan. Macrae-Smith, Philadelphia 1940.
- Under the quiet water. Macrae-Smith, Philadelphia 1949.

in deutscher Übersetzung
- Eine bittere Orange („Country for strangers“). Goldmann, München 1962 (früherer Titel Dangerous deadline)
- Der Duft von Parmaveilchen („This necessary murder“). Goldmann, München 1966.
- Das Gefängnis seiner Wahl („The keys of my prison“). Ullstein, Frankfurt/M. 1960.
- Mylord, ich bin nicht schuldig („M'lord, I'm not guilty“). Goldmann, München 1963.
- Ein unbekannter Gast („Faceless enemy“). Goldmann, München 1966.
- Wo ist Jenny? („Where is Jenny now?“). Goldmann, München 1963.